# María Ángeles Olano García
María Ángeles Olano García (Granollers, Vallès Oriental, 9 de juny de 1966) és una advocada i política catalana, diputada al Parlament de Catalunya en la VII i VIII Legislatures.

## Biografia
És advocada i professora de dret polític, constitucional i administratiu per a opositors a l'Administració pública. Ha treballat com a assessora jurídica en diversos despatxos professionals, gestories i empreses de control de qualitat i auditoria de temps. És portaveu del Grup Municipal del Partit Popular de Catalunya (PPC) a l'Ajuntament de Granollers, del Consell Comarcal del Vallès Oriental del 2003 ençà.
A les eleccions municipals espanyoles de 2011 fou la cap de llista del PP a l'ajuntament de Granollers. El 2012 va deixar el càrrec i es mostrà favorable a un referèndum sobre la independència de Catalunya.
De cara a les eleccions al Parlament de Catalunya de 2015, s'ha incorporat com a independent a la llista d'Unió Democràtica de Catalunya a la circumscripció de Barcelona.